# 宍倉詩野
宍倉 詩野（ししくら しの、1999年6月1日 - ）は、日本のファッションモデル。N・F・B所属。

## 特技
特技はクラシックバレエ、ピアノ。

## 出演

### 広告
- みずほ銀行
- 読売新聞

### WEB
- テンセルジャパン
- キモノプラス[1]

### ショー
- THEニッポンの大宴会 着物ショー